# Автошлях E37
Європейський маршрут Е37 — європейський автомобільний маршрут категорії А в Німеччині, що з'єднує міста Бремен і Кельн, і відповідає частині німецького автобану . Довжина маршруту — 336 км.
Маршрут Е37 пролягає поряд з містами Дельменгорст, Валленгорст, Оснабрюкк, Гревен, Бергкамен, Дортмунд, Вупперталь і Леверкузен.
Е37 перетинається з маршрутами , , , , , , , , ,  і .

## Фотографії

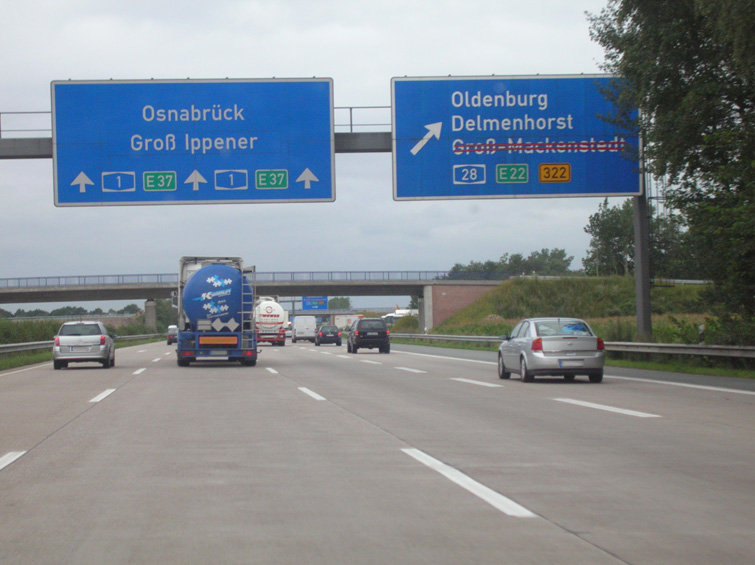
Е37 на захід від Бремен а
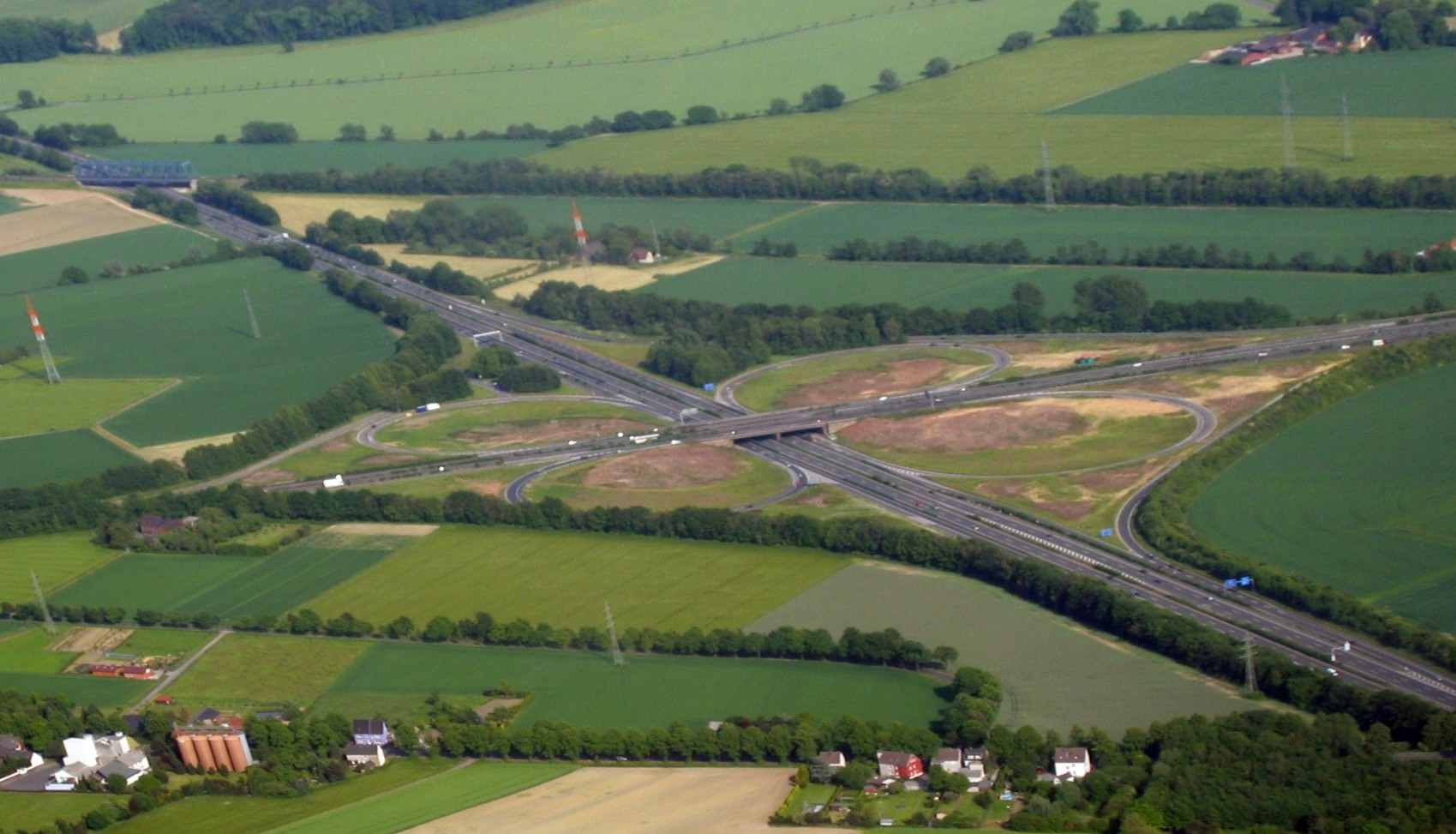
Е37

## Див. Також
- Список європейських автомобільних маршрутів